# 鉛鉍合金
鉛鉍合金（Lead-Bismuth Eutectic, LBE）是鉛（44.5%）和鉍（55.5%）的共晶合金。它用作一些反應堆的冷卻劑，也是鉛冷快堆的提议冷卻劑，是第四代反應堆倡議的一个部分。它的熔點為123.5 °C/255.3 °F（純鉛的熔點為 327 °C/621 °F，純鉍的熔點為 271 °C/520 °F），沸點為1,670 °C/3,038 °F。
鉍含量在30%到75%之間的鉛鉍合金，其熔點均低於200 °C/392 °F。鉍含量在48%到63%之間的鉛鉍合金，其熔點低於150 °C/302 °F。鉛熔化時會稍微膨脹，鉍熔化時會稍微收縮，而鉛鉍合金熔化時的體積變化微不足道。

## 歷史
在整個冷戰期間，蘇聯705型核潛艇使用鉛鉍合金作為核反應堆的冷卻劑。
俄羅斯人是公認的鉛鉍冷卻反應堆專家，液壓機實驗設計局（VVER型輕水反應堆的俄羅斯研發公司）在它們的發展这一方面具有特殊的專業知識。SVBR-75/100反應堆是這類型的現代設計，是俄羅斯人在這技術上的广博經驗的一个例子。
與洛斯阿拉莫斯國家實驗室有聯繫的美國公司Gen4 Energy（旧称Hyperion Power Generation, Inc.），在2008年宣佈設計並部署以氮化鈾为燃料的小型模塊化反應堆。它們用鉛鉍合金冷卻，以進行商業發電、區域供暖和海水淡化。提议的反應堆稱為第四代模組，計劃為70 MW的密封模塊化反應堆，首先在工廠里組裝，然后運輸到現場以便安裝，最后運回工廠添加燃料。

## 優點
與鈉基液態金屬冷却劑，如液態鈉和鈉鉀合金（NaK）等相比，鉛基冷却劑沸點較高，因此反應堆在高溫下運行时，就不用担心冷卻劑沸騰。這可以提升反應堆的熱效率，並且可以通過熱化學過程氢气的生产。
鉛與鉛鉍合金不會容易与水和空氣反應。鈉和鈉鉀合金反之，它們會在空氣中自燃，可以和水发生爆炸性反应。因此，以鉛或鉛鉍合金为冷卻劑的反應堆，不像以鈉或鈉鉀合金為冷卻劑的反應堆一样，不需要中間冷卻劑迴路，从而減少興建核電廠的投資資金。
鉛和鉍都是良好的輻射屏蔽物，它们可以阻擋γ輻射，也几乎不受中子影响。相反，鈉受到強烈的中子輻射後会形成強大的γ輻射體鈉-24（半衰期15小時），所以基本冷卻迴路需要強有力的輻射屏蔽物。
鉛和鉍作为較重的原子核，可以用作非裂變中子生產的散裂目標，如在放射性廢物的加速嬗變。(參見能量放大器，一種核反應堆)
另一个优点是，鉛基和鈉基冷却劑的沸點比水的高。因此，即使在高溫下也無需将反應器加壓。這可以提升反應堆的安全性，因为它大幅減少發生冷卻劑流失事故的機會。它也可以用来制作被動安全設計。

## 限制
鉛和鉛鉍合金對鋼的腐蝕性較鈉的高，出於安全考慮，這對流過反應堆的冷卻劑的流速設置了上限。此外，鉛和鉛鉍合金熔点高（鉛：327 °C，鉍：123.5 °C），所以反應堆在低温下運行時，冷卻劑的凝固可能会构成更大的問題。
最後，鉍-209（用于鉛鉍合金冷卻劑中的铋的主要穩定同位素）一旦受到中子輻射，就会经过中子捕獲以及后来发生的β衰變，形成釙-210。钋-210是一种強大的α輻射體。在更換核燃料和處理與鉛鉍合金接觸的組件時，如果钋出现在冷却剂，就需要特別的預防措施以控制放射性污染。